# Кюстендилский партизанский отряд «Драговиштица»
Кюстендилский партизанский отряд «Драговиштица» (болг. Кюстендилски партизански отряд „Драговищица“) — подразделение Народно-освободительной повстанческой армии Болгарии, находившееся в ведении 1-й Софийской повстанческой оперативной зоны. Действовал во время Второй мировой войны в районе Кюстендила.

## История
Первым партизаном в окрестностях Кюстендила был Димитр Каляшки, ушедший в партизанское подполье осенью 1941 года. В 1942 году там была образована первая партизанская группа, а в ноябре 1943 года был образован Кюстендилский партизанский отряд «Драговиштица». Командиром отряда был Кирилл Богословский (болг. Кирил Богословски), политическим комиссаром — Драган Кортенский (болг. Драган Кортенски), заместителем командира — Боян Александров (болг. Боян Александров, позывной «Левски»), заместителем политрука — Мирчо Стойков (позывной «Ежов»).
Вместе с Трынским отрядом Кюстендилский отряд принимал участие в боях за сёла Злогош, Ивановци, Блатец, Гырляно, сРаково, Жиленци и Скриняно. Взаимодействовал и с партизанским батальоном имени Христо Ботева. Овладел сёлами Мазарачево, Скриняно и Чудинци. Сражался против правительственных войск и жандармерии при сёлах Кутугерци, Таваличево и Рибарци. 3 августа 1944 года в полицейскую засаду у села Злогош попали четверо бойцов (Эмил Шекерджийский, Стоян Лудев, Стоян Стоименов и Крум Зарев): завязался бой, ставший известным как бой за Черенец. В ходе боя все четверо погибли.
9 сентября 1944 года отряд участвовал в установлении власти Отечественного фронта в сёлах Привол, Раково, Соволяно, Долно-Уйно, городе Кюстендил и др.